# Dvory (Prachaticei járás)
Dvory falu és önkormányzat (obec) Csehország Dél-csehországi kerületének Prachaticei járásában. Területe 3,33 km², lakosainak száma 70 (2009. 12. 31). A falu Prachaticétől mintegy 6 km-re északnyugatra, České Budějovicétől 40 km-re nyugatra, és Prágától 121 km-re délre fekszik.
A település első írásos említése 1404-ből származik.

## Nevezetességek
- Nepomuki Szent János kápolna
- Szláv erődítmény romjai a 10. századból[2]

## Népesség
A település népessége az elmúlt években az alábbi módon változott:
| Lakosok száma | 222  | 189  | 214  | 144  | 97   | 69   | 90   | 94   | 95   | 103  |
|               | 1869 | 1890 | 1921 | 1950 | 1980 | 2001 | 2017 | 2019 | 2022 | 2024 |